# Negley (Ohio)
Negley es un lugar designado por el censo ubicado en el condado de Columbiana en el estado estadounidense de Ohio. En el Censo de 2010 tenía una población de 281 habitantes y una densidad poblacional de 121,77 personas por km².

## Geografía
Negley se encuentra ubicado en las coordenadas 40°47′34″N 80°32′9″O / 40.79278, -80.53583. Según la Oficina del Censo de los Estados Unidos, Negley tiene una superficie total de 2.31 km², de la cual 2.31 km² corresponden a tierra firme y (0%) 0 km² es agua.

## Demografía
Según el censo de 2010, había 281 personas residiendo en Negley. La densidad de población era de 121,77 hab./km². De los 281 habitantes, Negley estaba compuesto por el 98.58% blancos, el 0% eran afroamericanos, el 0% eran amerindios, el 0% eran asiáticos, el 0% eran isleños del Pacífico, el 1.42% eran de otras razas y el 0% pertenecían a dos o más razas. Del total de la población el 1.07% eran hispanos o latinos de cualquier raza.